# Jersinioza
Jersinioza – odzwierzęca choroba zakaźna powodowana przez bakterie Yersinia enterocolitica (w większości z biotypów 2, 3 i 4 oraz serotypu O3, O8, O9 i O5,27) i Y. pseudotuberculosis (pałeczki rodencjozy, głównie serotypów I i III).

## Epidemiologia
Występuje na całym świecie, jednak najczęściej zakażenia rejestrowane są w klimacie umiarkowanym i subtropikalnym Ameryki, Europy, północnej, centralnej i wschodniej Azji, południowej Afryki oraz Australii, przy czym obserwuje się wyraźne geograficzne zróżnicowanie występowania poszczególnych serotypów. Pierwszy znany przypadek opisano w 1883 roku, a pierwszy w Polsce – w 1971 roku.
Jersiniozę u zwierząt notowano jedynie w niektórych krajach Unii Europejskiej, zwłaszcza u świń. Szczególnie rzadko diagnozowano obecność Yersinia eneterocolitica u bydła, owiec, kóz, nieparzystokopytnych, drobiu i ryb.

## Patogeneza
Jersinioza należy do zoonoz podlegających obowiązkowi rejestracji. Rezerwuarami naturalnymi są głównie świnie, jednak również zwierzęta domowe i dzikie, takie jak konie, bydło, owce, kozy, zwierzyna płowa, psowate, koty, króliki, gryzonie oraz ptactwo, np. indykowate, gęsi, bażanty, kaczki, gołębie i kanarki.
Najczęstsze przypadki zarażenia następują po zjedzeniu surowego lub niedogotowanego mięsa, zwłaszcza wieprzowego, zakażonego odchodami chorych zwierząt lub spożyciu niepasteryzowanego mleka. Zakażenie człowieka od człowieka jest rzadkie, zwykle jako zakażenie szpitalne, rodzinne lub przy przetoczeniu krwi.
Po spożyciu bakterie przenikają do kępek Peyer'a, namnażają się tam i w zależności od chorobotwórczości zostają w jelitach, powodując zapalenie jelit, bądź wędrują do węzłów chłonnych (zapalenie węzłów chłonnych). Mogą również przeniknąć do układu krwionośnego, powodując posocznicę.

## Objawy
Wywołuje ostre lub przewlekłe dolegliwości przewodu pokarmowego, najczęściej u dzieci do 5. roku życia.
Kliniczne objawy choroby są zróżnicowane w zależności od wieku i odporności chorego, najczęściej przyjmują postacie jelitowe. Do typowych objawów należą gorączka, bóle brzucha, biegunka. Czasami wysypka, bóle stawów.
Jersinioza może prowadzić do bakteriemii.

## Jersinioza a ciąża
Zakażenie pałeczkami jersinii może być szczególnie niebezpieczne dla płodu. Jeżeli jersinioza matki nie ograniczy się do układu pokarmowego, zarażony może zostać płód. Do zakażenia może dojść także w czasie porodu albo po nim, np. w czasie transfuzji krwi w leczeniu małopłytkowości. Choroba sprawia trudności diagnostyczne, ponieważ nie występuje często, a matka może ją przejść w łagodny sposób (objawami mogą być bóle stawowe). U noworodka, podobnie jak inne posocznice, może objawiać się małopłytkowością i zapaleniem wątroby oraz śledziony. Objawy mogą jednak nie sugerować etiologii bakteryjnej. Bardzo pomocne mogą okazać się badania PCR krwi noworodka oraz badania serologiczne surowicy krwi matki.
Antybiotykoterapia ogólnoustrojowej jersiniozy u kobiet w ciąży może być problematyczna i z tego względu należy minimalizować ryzyko ekspozycji na pałeczki jersinii w czasie ciąży. Kobieta ciężarna bezwzględnie nie powinna spożywać surowego mięsa, niepasteryzowanego nabiału, nieprzegotowanej wody (nawet butelkowanej), uczestniczyć w przygotowywaniu posiłków z flaków zwierzęcych, mieć styczności z fekaliami zwierząt domowych oraz z trzodą chlewną. Szczególną ostrożność należy zachować w trakcie zabaw ze zwierzętami (nie dopuszczać do lizania po twarzy), a po ich zakończeniu dokładnie myć ręce. Człowiek sporadycznie może być nosicielem zakażenia, dlatego szczególnie w okresie ciąży kobieta powinna unikać ryzykownych zachowań seksualnych oraz dokładnie myć ręce po każdorazowym skorzystaniu z toalety.

## Profilaktyka
Należy zachować ostrożność w czasie przygotowywania potraw z mięsa, poprzez używanie osobnych desek i przyborów (np. noży) do mięsa surowego; sprzęty powinny być po użyciu starannie myte gorącą wodą z płynem do naczyń. Mięso przygotowane nie powinno mieć styczności z mięsem surowym i dlatego nie należy dokładać na patelnię czy do grilla mięsa surowego, zanim nie zostało zdjęte mięso już przygotowane. Mięso musi odpowiednio długo gotować się, smażyć czy piec. Przygotowując warzywa i owoce należy je najpierw dokładnie opłukać pod gorącą wodą z kranu.
Ryzyko zakażenia zwiększa fakt, że w Polsce nie ma obowiązku badania zwierząt hodowlanych na nosicielstwo pałeczek jersinia.
Przy zabawach ze zwierzętami, po pogłaskaniu zwierzęcia, należy umyć ręce, nim zacznie się jeść. Nie należy pić nieprzegotowanej wody (nawet ze źródła).

## Leczenie
U dorosłych choroba najczęściej zanika samoistnie bez leczenia.
Najczęściej stosowanym leczeniem jest agresywna antybiotykoterapia. W przypadku ok. 10% chorych dochodzi do powikłań.